# Західноанатолійська цивілізація
Західноанатолійська цивілізація — умовна назва культур західного узбережжя Малої Азії раннього періоду бронзової доби (близько 3000 — 1200 років до н. е.). Дотепер західноанатолійська культура вивчена погано — в основному наявні дані про такі значні пам'ятки, як Троя, Бейджесултан, Лімантепе, серед менш відомих — Тепекуле, Байракли (у міській межі міста Ізмір), Паназтепе у гирлі річки Гедіз, та низка інших.

## Історія
У ранній період (перша половина 3 тисячоліття до н. е.) вплив західноанатолійської культури поширювався на материкову Грецію (Македонію) та острова Егейського моря, а потім зростає вплив культур центральній Анатолії (хаттів, потім хеттів), і разом з тим відбувається занепад західноанатолійських міст. Помітна подібність між палацом раннього ладу Бейджесултана, з одного боку, та пізнішими мінойськими палацами, з іншого.
У хеттський період західноанатолійські міста знову грають важливу роль, конкурують із хаттами. Серед важливих суперників та торгових партнерів хеттської імперії згадуються федерація Ассува (від її назви, очевидно, походить слово Азія), яку переміг Тудхалія IV, і країна Арцава, пізніше відома як Лувія. Серед міст цих країн згадуються Таруїса та (або) Вілуса (ототожнюються з Троєю (Іліоном), при цьому залишається відкритим питання, чи це було одне місто чи два різних), Міллаванда (Мілет), острів Лацпас (Лесбос) та інші. При цьому з наближенням Троянської війни, західноанатолійські міста знову потрапляють під вплив континентальної Греції — цього разу ахейців. Правителі Таруїси (Вілуси), що згадуються у хеттських написах, носять грецькі імена, наприклад, Алаксандус, тобто Олександр, хоча матеріальна культура міста є типово анатолійською і відрізняється від ахейської.
Після Троянської війни більшість західноанатолійських міст остаточно занепадає. Населення прибережної Анатолії, відоме як «народи моря», масово переселяється спочатку в Єгипет, а потім розселяються по інших країнах Середземномор'я. Цікаво відзначити, що у складі народів моря мігрують і їхні переможці ахейці (данайці).